# Сосновка (Бєлорєцький район)
Сосно́вка (рос. Сосновка, башк. Сосновка) — село (колишнє селище) у складі Бєлорєцького району Башкортостану, Росія. Адміністративний центр Сосновської сільської ради.
Населення — 723 особи (2010; 779 в 2002).
Національний склад:
- башкири — 63%